# Les Brigades du temps
 (novembre 2023).
Si vous disposez d'ouvrages ou d'articles de référence ou si vous connaissez des sites web de qualité traitant du thème abordé ici, merci de compléter l'article en donnant les références utiles à sa vérifiabilité et en les liant à la section « Notes et références ».
Les Brigades du temps est une série de bande dessinée créée en 2011 par Bruno Duhamel et Kris dans le no 3835 du journal Spirou.

## Thématique
Nous sommes au 30e siècle du calendrier terrestre. L'agence temporelle U.K.R.O.N.I.A est une organisation temporelle dont le but est de mettre en ordre et de corriger les événements de l'histoire de l'humanité. Il a été créé quand les premières activités d'un groupe opposant des UKRONIENS surnommé Les Manipulateurs dont leur objectif est de changer le cours des événements de l'histoire de l'humanité comme la victoire de Napoléon Bonaparte à Waterloo où une plus longue résistance d'Hitler face aux Alliés. Les Manipulateurs ont pour mission de détruire l'humanité et de la reconstruire selon leur vision. Les agents Kallaghan et Montcalm doivent contrer les plans de ces malfaiteurs avant que l'Histoire de l'humanité ne soit effacée à tout jamais.

## Devise et mission des agents ukroniens
La série Les Brigades du temps repose sur une devise centrale : « Notre avenir est aux mains du passé ». Cette maxime reflète la mission des agents ukroniens, qui est de protéger l'histoire des modifications pouvant être causées par les voyages dans le temps.
Leur objectif est de maintenir ou de restaurer le cours de l'Histoire tel qu'il est connu, afin de préserver l'avenir de l'humanité. Cette tâche s'avère souvent dangereuse et comporte des risques importants. Par exemple, lorsque le général responsable du centre de contrôle découvre que Christophe Colomb a été tué lors de son arrivée en Amérique, déclenchant ainsi une uchronie où l'Amérique n'est pas découverte, il ne dispose que d'un agent caractériel et d'un débutant pour rectifier le cours de l'Histoire.
Ces agents doivent convaincre Martin Alonzo Pinzón, le second capitaine de l'expédition de Colomb, de relancer l'aventure.

## Publications

### Albums
1er cycle :
Tome 1 - 1492, à l'ouest rien de nouveau ! (mars 2012)
Tome 2 - La grande armada (avril 2013)
2e cycle :
Tome 3 - Il faut sauver l'USS Enterprise (septembre 2014)

### Revues
La série est pré-publiée dans Le Journal de Spirou et dans Le Monde des ados.